# Wilhelm Nagel (Maler, 1866)

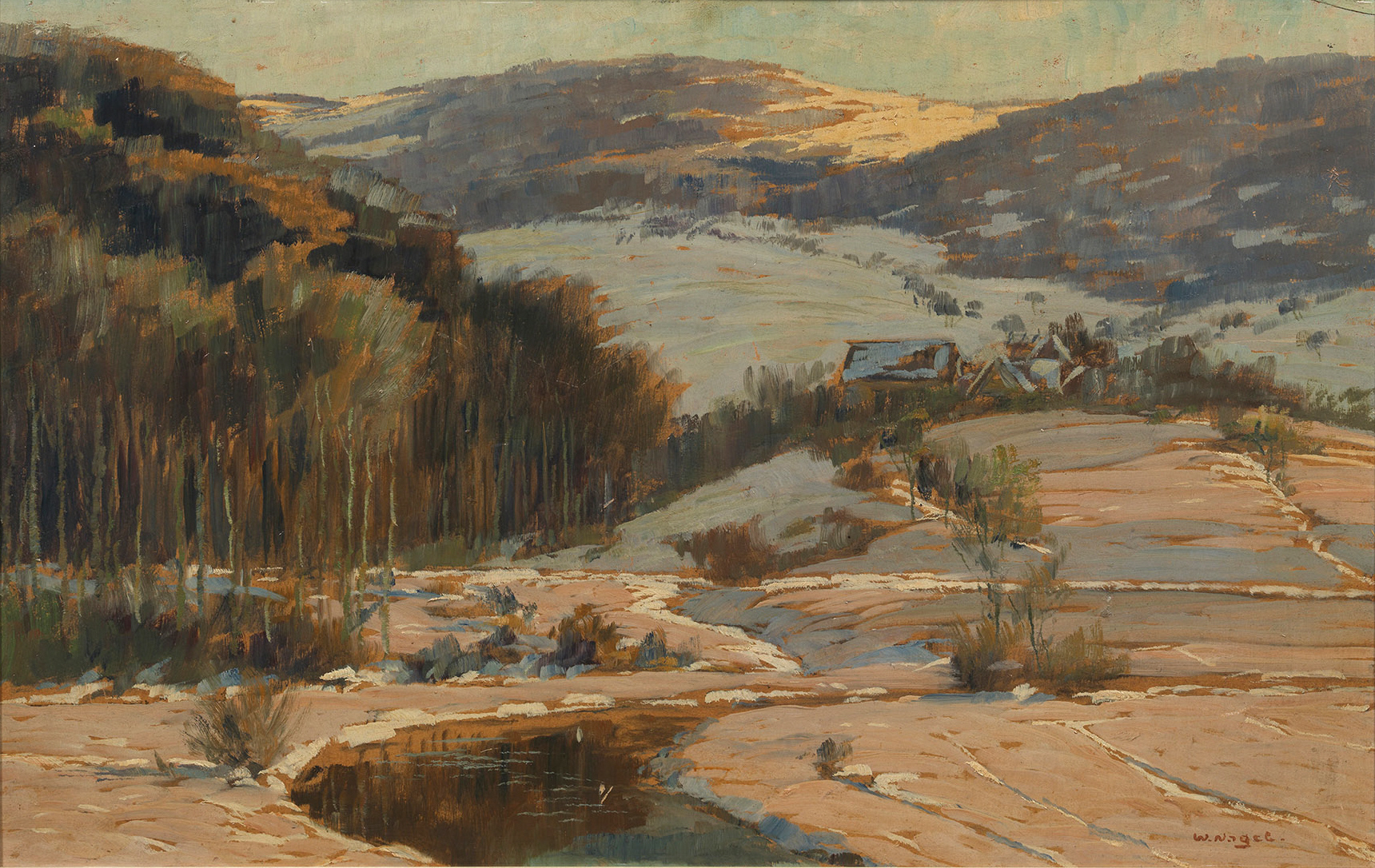
Wilhelm Nagel: Winter auf der Schwäbischen Alb

Wilhelm Nagel (* 23. Juni 1866 in Mannheim; † 4. Juni 1945 in Baden-Baden) war ein deutscher Maler.
Wilhelm Nagel besuchte zunächst die Münchener Kunstgewerbeschule und war anschließend als Lithograf in Lahr tätig. Von 1886 bis 1898 studierte er an der Kunstakademie Karlsruhe bei Ernst Schurth, Theodor Poeckh und Caspar Ritter, unterbrochen 1890/91 von einem Jahr am Städelschen Institut in Frankfurt am Main. 1898/99 war er Meisterschüler bei Ferdinand Keller in Karlsruhe. Danach war er als freischaffender Künstler tätig. Von 1910 bis 1922 leitete er als Nachfolger von Max Wilhelm Roman die Landschaftsklasse der Malerinnenschule in Karlsruhe. 1911 wurde ihm der Titel Professor verliehen.
Nagel war überwiegend als Landschaftsmaler tätig, vor allem von Winterlandschaften. Sein Spätwerk umfasst auch zahlreiche Stillleben.